# Thomas Ulvestad Vacas
Thomas Antonio Ulvestad Vacas (4 luglio 1983) è un ex giocatore di calcio a 5 e calciatore norvegese, centrocampista del Varegg.

## Carriera

### Calcio

#### Club
Ulvestad Vacas ha giocato nelle giovanili del Brann, per poi passare a quelle del Varegg/Nordnes. Ha poi giocato nella prima squadra del Varegg nel 2002, per poi passare al Fana. Rimasto in squadra dal 2003 al 2008, si è successivamente accordato con l'Åsane.
Nel luglio 2009, proprio mentre era in forza all'Åsane, ha sostenuto un provino con gli inglesi dell'Hartlepool United. Il trasferimento non si è però concretizzato ed Ulvestad Vacas è rimasto così in Norvegia. Nel 2011 è passato al Tertnes, per fare poi ritorno al Varegg dal 2012.

### Calcio a 5

#### Nazionale
Ulvestad Vacas ha giocato per la Nazionale di calcio a 5 della Norvegia. Ha esordito in squadra il 13 gennaio 2011, nella vittoria per 2-7 contro Malta, in una sfida disputatasi a Paola.